# Peperomia subsericata
Peperomia subsericata är en pepparväxtart som beskrevs av William Trelease. Peperomia subsericata ingår i släktet peperomior, och familjen pepparväxter. Inga underarter finns listade i Catalogue of Life.